# Francesco Onorato Alici
Francesco Onorato Alici (Roma, 9 agosto 1929 – Rimini, 21 novembre 1997) è stato un politico italiano.

## Biografia
Figlio del piccolo imprenditore edile Armando Alici e di Iole Tiracorrendo, nacque a Roma dove frequentò il liceo. Con la famiglia si trasferì poi a Fontana Liri (in provincia di Frosinone), entrando poi in seminario ad Orvieto. Infine giunse con la famiglia in Emilia-Romagna, nel 1943 a Riccione e dal 1948 a Rimini. Giocò come terzino anche nel Riccione Calcio fino ai primi anni 1950 con un buon talento, venendo notato anche dal Genoa (la madre però gli impedì di trasferirsi). Dopo il diploma di maturità, venne assunto dalle Ferrovie dello Stato.
Nel frattempo Alici si iscrisse al Partito Comunista Italiano nel 1946, divenendone poi funzionario dopo aver frequentato le scuole di partito. Nel 1951, in occasione di uno sciopero contro la NATO venne arrestato per 40 giorni insieme ad altri giovani comunisti. Gestì la propaganda per le elezioni amministrative del 1956 e del 1957, mentre nel 1959 divenne direttore della pubblicazione interna Rimini Oggi (chiusa nel 1963), collaborando anche per articoli su L'Unità iscrivendosi all'ordine dei giornalisti-pubblicisti nell'ottobre 1960.
Il 9 luglio 1961 sposò l'insegnante Luisa Masotti (1937-2005), da cui nacque Manuela nel 1962.
Il 10 marzo 1964 venne eletto dal Comitato federale quale nuovo segretario del PCI riminese, in sostituzione dello storico Augusto Randi. Durante i tre anni di mandato, ruppe l'alleanza con il partito socialista a favore del PSIUP, discusse sull'approvazione del piano regolatore di Rimini, si mobilitò contro la guerra del Vietnam e partecipò alle elezioni provinciali e comunali, in cui il PCI ottenne il 44,08% dei voti. Dal 2 agosto all'8 ottobre 1965 fu assessore comunale a Rimini. Nell'agosto 1966 visitò l'Unione Sovietica in delegazione con altri funzionari del PCI; nello stesso anno diede alle stampa la nuova rivista Il Progresso.

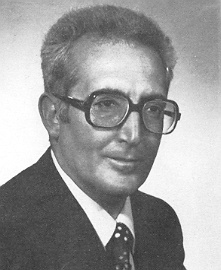
Francesco Alici nel 1976

Fu incaricato di seguire giornalisticamente le elezioni regionali in Sicilia del 1967 da Gian Carlo Pajetta, che per ringraziarlo del buon lavoro lo chiamò poi a Roma l'anno successivo per affidargli la direzione dell'associazione "Amici de L'Unità", incaricata di diffondere il quotidiano comunista nelle case e nelle fabbriche.
Nel 1970, dopo essere stato escluso dalle prime elezioni regionali per volontà di Guido Fanti, fu di nuovo eletto nel consiglio comunale di Rimini, dove divenne poi assessore alla programmazione economica, piano intercomunale e demografia. Dal 20 aprile 1974 al 29 febbraio 1976 fu primo presidente del neocostituito Circondario di Rimini, che all'epoca faceva ancora parte della Provincia di Forlì.
Alle elezioni politiche del 1976 venne eletto deputato della VII legislatura, riconfermato nelle successive elezioni politiche del 1979, mentre nel terzo mandato venne eletto al Senato nelle elezioni del 1983.
Conclusa l'esperienza parlamentare, per un anno tornò a lavorare nell'ufficio di presidenza del Circondario di Rimini, mentre nel marzo 1989 non venne più rieletto dal congresso federale riminese. Seguì un decennio di "doloroso distacco" dal partito, dovuto anche alla svolta della Bolognina che portò alla formazione del Partito Democratico della Sinistra.
A seguito di una malattia incurabile, morì all'età di 68 anni a Rimini, dove in piazza Cavour vennero celebrati i solenni funerali il 24 novembre 1997.